# Joël Beya
Joël Beya Tumetuka, né le 8 décembre 1999 à Lubumbashi, est un footballeur international congolais qui évolue au poste d'attaquant au AS FAR.
Joël Beya est formé à l'Ecofoot Katumbi football club. Il joue à l'entente du football provincial avec 11 buts en 8 apparitions, par là l'équipe monte en linafoot où il finit meilleur buteur de l'équipe avec 5 buts, et il a son passeport pour les salésiens de Don Bosco.
Beya finit meilleur buteur de Don Bosco avec 7 buts et la direction se décide à le faire monter chez le Tout Puissant Mazembe. Il fait une très belle montée où il joue sa première coupe d'Afrique, éliminé par le Raja de Casablanca, il entre en jeu à la 78e minute.

## Statistiques

### International
| Selection nationale | Années | Matches | Buts |
| ------------------- | ------ | ------- | ---- |
| RD Congo            | 2019   | 3       | 4    |
| RD Congo            | 2020   | 1       | 0    |
| RD Congo            | 2021   | 2       | 0    |
| Total               | Total  | 6       | 4    |

### Buts internationaux
Les scores et les résultats listent ses premiers buts pour la RD Congo.
| N° | Date              | Lieu                                                          | Adversaire   | But  | Résultat | Compétition                                             |
| -- | ----------------- | ------------------------------------------------------------- | ------------ | ---- | -------- | ------------------------------------------------------- |
| 1. | 18 septembre 2019 | Stade des Martyrs, Kinshasa, République démocratique du Congo | Rwanda       | 2 –3 | 2–3      | Amical                                                  |
| 2. | 22 septembre 2019 | Stade Barthélemy Boganda, Bangui, République centrafricaine   | Centrafrique | 1 –0 | 2-0      | Qualification du Championnat d'Afrique des Nations 2020 |
| 3. | 20 octobre 2019   | Stade des Martyrs, Kinshasa, République démocratique du Congo | Centrafrique | 1 –0 | 4–1      | Qualification du Championnat d'Afrique des Nations 2020 |
| 4. | 20 octobre 2019   | Stade des Martyrs, Kinshasa, République démocratique du Congo | Centrafrique | 3 –0 | 4–1      | Qualification du Championnat d'Afrique des Nations 2020 |

## Palmarès
TP Mazembe
- Championnat de République du Congo:
  - Champion en 2022 et 2024